# Christian Guzmán Napurí
Christian Guzmán Napurí (Lima, 1972) es abogado, escritor, docente, árbitro y un estudioso del derecho público peruano. Es especialista en derecho administrativo, derechos administrativo económico, derecho constitucional y derecho público en general, así como en gestión pública.

## Estudios y formación
Guzmán Napurí se graduó de abogado de la Pontificia Universidad Católica del Perú, en 1995, siendo además Magíster en Derecho con mención en Derecho Constitucional por la misma universidad, sustentando una tesis basada en la eficiencia de los diversos sistemas de gobierno. Adquirió además estudios de postgrado en sistemas constitucionales comparados en la Universidad de Zaragoza, en España. Es doctorando en derecho por la Pontificia Universidad Católica del Perú.

## Labores profesionales
Guzmán Napurí ha sido asesor de la Alta Dirección del Ministerio de Justicia del Perú, profesor a tiempo completo del Departamento de Derecho de la Pontificia Universidad Católica del Perú y consultor de diversas entidades públicas y privadas. Ha sido asesor y consultor especializado del Ministerio de Justicia, de la Oficina Nacional de Procesos Electorales del Perú, del Ministerio de Economía y Finanzas, entre otros.  Ha sido además Director de Fiscalización del Organismo de Evaluación y Fiscalización Ambiental - OEFA.
Se ha desempeñado como Jefe de la Oficina de Asesoría Jurídica del Ministerio de Justicia y Derechos Humanos. Ha sido presidente del Tribunal de Susalud y actualmente se desempeña como vocal del referido Tribunal.  Es también vocal del Tribunal del Servicio Civil.  
Es además socio fundador de la firma C. G. Asesores y Consultores Abogados, empresa dedicada a realizar asesoría legal y de gestión a entidades públicas y privadas, domiciliada en la ciudad de Lima.  Dicha firma legal luego ha pasado a denominarse Guzmán Napurí Abogados, especializada en derecho público.  Finalmente actualmente es socio de Guzmán Napuri & Segura Abogados, firma especializada en derecho público y compliance.
Es miembro del Consejo Directivo de la Asociación Peruana de Derecho Administrativo y miembro de la Asociación Peruana de Derecho Constitucional. Es autor de diversos artículos y libros de su especialidad, que se describen más adelante.
Miembro del Comité Consultivo y Editorial de diversas revistas jurídicas en el Perú.  
Finalmente, es Miembro Honorario de los Ilustres Colegios de Abogados de Ica, Junín y Huaura.

## Labor docente
Actualmente, se desempeña como docente titular ordinario del departamento de Derecho de la Pontificia Universidad Católica del Perú, en las áreas de derecho constitucional y derecho administrativo, así como ha sido docente en diversos postítulos y cursos de extensión y especialización dictados por la citada universidad. 
Se ha desempeñado como profesor principal de la Academia de la Magistratura, centro de estudios de especialización judicial del Perú.
Es profesor de posgrado de la Universidad ESAN, de la Universidad del Pacífico y de la Universidad Continental.  
En esta última es Director de la Maestría de Derecho Administrativo Económico, del Programa de Especialización en Derecho Constitucional y del Programa de Especialización de Derechos Fundamentales y Procesos Constitucionales.  Asimismo es Director de los programas de Derecho Ambiental y de Análisis Económico del Derecho. 
Finalmente, es Editor de la Revista de Derecho Público Económico, que es editada por la Escuela de Posgrado de la Universidad Continental.

## El arbitraje
Christian Guzmán también es árbitro en materias de derecho público, encontrándose inscrito en los registros del Organismo Supervisor de las Contrataciones del Estado (OSCE), y del Centro de Conciliación y Arbitraje de la Pontificia Universidad Católica del Perú, así como en otros centros de arbitraje. El arbitraje administrativo es una actividad muy importante en las labores profesionales de Guzmán Napurí.

## Publicaciones
Entre los textos jurídicos más importantes publicados por Guzmán Napurí se encuentran "Las Relaciones de Gobierno entre el Poder Ejecutivo y el Parlamento" así como "La Administración Pública y el Procedimiento Administrativo General", "El Procedimiento administrativo" así como "Introducción al Derecho Público Económico", de publicación en el año 2009, y el "Tratado de la Administración Pública y el Procedimiento Administrativo", publicado en el año 2011; así como decenas de artículos publicados en diversas revistas especializadas, muchos de los cuales poseen un interesante acercamiento al derecho público a partir de conceptos como el Análisis Económico del Derecho o la filosofía política. Ello lo convierte en uno de los más importantes estudiosos del derecho público en el Perú y Latinoamérica.
En materia de Derecho Constitucional es uno de los pocos estudiosos en haber efectuado un análisis de los sistemas de gobierno a través de una lógica funcional, estableciendo variables económicas aplicables a la eficiencia de los mismos para generar gobiernos sólidos y eficientes. Esto implicó un análisis crítico del presidencialismo que si bien ha sido materia de una cantidad apreciable de textos en Latinoamérica - ejemplos de Linz o Valenzuela - ha incorporado elementos como el public choice o conceptos como el Teorema de Coase.  Un texto reciente que trata sobre dicho tema es "La Constitución Política: Un análisis funcional" publicado por la Editorial Gaceta Jurídica, que además analiza otros muchos temas constitucionales con una mirada económica.
En materia de derecho administrativo ha tratado el tema del procedimiento administrativo en su integridad, entendido no solo como un mecanismo para tutelar el interés general sino en especial como un medio de protección de los derechos e intereses de los administrados. Guzmán Napurí ha hecho énfasis en el actual cometido del derecho administrativo, que se dirige a asegurar el equilibrio entre intereses públicos e intereses privados, dentro del respeto al principio de legalidad.  Un texto reciente sobre el particular es "Procedimiento Administrativo General", publicado por el Instituto Pacífico, así como "Procedimiento Administrativo Sancionador".